# 塞米恩国家公园
塞米恩国家公园，又译作瑟门山国家公园，是埃塞俄比亚的一座国家公园。位于埃塞俄比亚阿姆哈拉州北贡德尔地区，包括塞米恩山脉的大部分地区以及该山脉的最高峰，也是埃塞俄比亚的最高峰拉斯·达善峰。

## 登录基准
该世界遗产被认为满足世界遺產登錄基準中的以下基準而予以登錄：
- （vii）包含出色的自然美景与美学重要性的自然现象或地区。
- （x）拥有最重要及显著的多元性生物自然生态栖息地，包含从保育或科学的角度来看，符合普世价值的濒临绝种动物种。

1996年，因於其部分特色本土物種種群數量嚴重下降，導致列入瀕危世界遺產名錄。